# Сиракова, Мариола
Мариола Милкова Сиракова (14 августа 1904, Килифарево — 28 мая 1925, Белово) — болгарская революционерка, анархо-коммунистка.

## Биография
Родилась 14 августа 1904 года в Килифареве в преуспевающей семье. Поступила учиться драматическому искусству, затем порвала со своим социальным происхождением и присоединилась к анархистскому движению. Познакомилась с Георгием Шейтановым и была арестована вместе с ним после нападения членов военной организации БКП на Собор Святой Недели. Казнена вместе с другими оппозиционерами монархо-фашистского режима.